# 居尔茨
居尔茨（德語：Gültz）是德国梅克伦堡-前波美拉尼亚州的市镇，隶属于梅克伦堡湖区县。总面积为23.69平方千米，截至2023年12月31日总人口为529人。